# Катинов, Василий Васильевич
Василий Васильевич Катинов (16 июля 1907, Вологда, Вологодская губерния, Российская империя — не ранее 16 июля 1987) — советский сценарист, Заслуженный работник культуры РСФСР (1970).

## Биография
Родился 16 июля 1907 года в Вологде. В 1924 году поступил на литературное отделение этнологического факультета МГУ, который он окончил в 1929 году. Сразу же после окончания МГУ вошёл в состав киностудии «Совкино», где вплоть до 1935 года занимал должность литературного консультанта оборонного отдела. 
В 1935 году переехал в Киев и вошёл в состав Киевской киностудии, где на протяжении года заведовал сценарным отделом. В 1936 году переехал в Москву, где в 1938 году вошёл в состав киностудии «Мосфильм», где вплоть до 1941 года работал в должности заместителя начальника сценарного отдела. 
В 1941 году в связи с началом Великой Отечественной войны, он ушёл добровольцем на фронт и прошёл всю войну. После демобилизации в 1946 году работал редактором сценарной студии при Министерстве кинематографии СССР, одновременно с этим во ВГИКе преподавал дисциплину редакторское дело. В 1949 году устроился на работу в журнал «Знамя», где он работал ответственным секретарём, а также членом редколлегии. В 1961 году вошёл в состав киностудии «Мосфильм» и получил должность литературного консультанта. В 1970-е годы занимал должность члена редколлегии 1-го творческого объединения киностудии «Мосфильм». 
Судьба после 1970-х годов неизвестна.

## Фильмография

### Сценарист
- 1931 — Враг у порога
- 1936 — Зазнавшийся цыплёнок
- 1936 — Чудесный перстень
- 1962 — Перекрёсток
- 1966 — Чёрт с портфелем

## Награды и звания
- Орден Отечественной войны II степени
- Орден Трудового Красного Знамени (1977)[2]
- Орден Дружбы народов (04.06.1986)
- Орден Красной Звезды
- Заслуженный работник культуры РСФСР (28.09.1970)